# NILFS
NILFS (англ. New Implementation of a Log-structured File System — Новая реализация журнально-структурированной файловой системы) — журнально-структурированная файловая система, реализованная для ядра Linux. Разработка была начата компанией Nippon Telephone and Telegraph CyberSpace Laboratories (часть Nippon Telegraph and Telephone Corporation), которая впоследствии выпустила её под лицензией GNU GPL.

## Поддержка ОС
| Дистрибутив | Состояние поддержки |
| ----------- | --- |
| Debian      | NILFS внедрена начиная с Debian 5.0. |
| Ubuntu      | NILFS внедрена начиная с Ubuntu 9.10. |
| CentOS      | x86 и x86_64 for CentOS 5/6 доступны на сайте разработчика http://www.nilfs.org Архивная копия от 4 июня 2009 на Wayback Machine.                                                                          |
| Fedora      | Сборка и установка NILFS-Utils-2.1 требуется для того, чтобы использовать NILFS в Fedora 14 ~ 16. Начиная с Fedora 15, пользователю также необходимо собрать NILFS2-модуль ядра с подтверждением действий. |
| openSUSE    | i586 и x86_64 для openSUSE и SUSE Linux Enterprise доступны на openSUSE Build Service. |
| Gentoo      | NILFS внедрена в Gentoo Linux. Boot-cd с NILFS доступен на PrRescue: http://prrescue.prnet.org/index.php/Main_Page Архивная копия от 18 апреля 2013 на Wayback Machine                                     |
| Arch        | NILFS внедрена в Arch Linux. |
| Linux Mint  | NILFS внедрена в Linux Mint. |

NILFS была внедрена в ядро Linux начиная с версии 2.6.30.
Начиная с версии 2.6.30 ядра Linux, понадобится (?возможно) загрузить только утилитный пакет с сайта разработчика https://nilfs.sourceforge.io Архивная копия от 28 июня 2018 на Wayback Machine.
Отдельно, BSD лицензированная реализация, в настоящее время ограниченная read-only, включена в NetBSD.

## Возможности
Будучи журнально-структурированной файловой системой (одна из разновидностей технологии «копирования-при-записи»), NILFS записывает данные в специальные журналоподобные файлы, при этом никогда их не перезаписывая, что позволяет минимизировать время поиска информации и избежать возможной потери данных, характерной для других файловых систем. Для примера, такая потеря может произойти на файловой системе ext3 при крахе компьютера в момент, когда производилась запись: после перезагрузки запись в журнале будет отменена и частично записанные данные потеряются.
Некоторые файловые системы, такие как UFS и ZFS, использующиеся в FreeBSD и Solaris, предоставляют возможность делать мгновенные снимки данных для предотвращения их потери или для резервного копирования, при этом замедления работы операций с файлами (чтение, запись), в отличие от снимков LVM, не происходит. NILFS позволяет непрерывно и автоматически «сохранять» мгновенные состояния файловой системы без прерывания работы, в соответствии с документацией NTT Labs. При этом вместо резервного копирования старых данных используется запись новых в другие блоки, что позволяет экономить ресурсы системы по сравнению с технологией мгновенных снимков.
Эти «мгновенные состояния» — «контрольные точки», которые NILFS непрерывно сохраняет, могут быть примонтированы в режиме только для чтения, в то же самое время, когда актуальная файловая система примонтирована в режиме чтения и записи. Эта возможность может оказаться полезной для восстановления данных после краха системы, вызванного неисправностями оборудования или программными ошибками. Команда «lscp» («list checkpoint» — «список контрольных точек») интерактивной утилиты «inspect» для NILFS используется для получения адреса нужной контрольной точки, в данном примере «2048»:
```
# inspect /dev/sda2
...
nilfs> listcp
   1     6 Tue Jul 12 14:55:57 2005 MajorCP|LogiBegin|LogiEnd
2048  2352 Tue Jul 12 14:55:58 2005 MajorCP|LogiEnd
...
nilfs> quit
```

Затем адрес контрольной точки используется для монтирования:
```
# mount -t nilfs -r -o cp=2048 /dev/sda2 /nilfs-cp
# df
Filesystem           1K-blocks      Used Available Use% Mounted on
/dev/sda2             70332412   8044540  62283776  12% /nilfs
/dev/sda2             70332412   8044540  62283776  12% /nilfs-cp
```

## Дополнительные возможности
- Малое время записи и восстановления данных
- Минимальные повреждения файловых данных и целостности системы при аппаратных сбоях.
  - 32-битные контрольные суммы (CRC32) для контроля целостности данных и метаданных (для групп блоков, для отдельных сегментов) [3]
  - Запись данных и метаданных в правильном порядке
  - Резервные копии суперблока
- Блоки файлов и inode-ов управляются B-tree структурой
- 64-битные внутренние данные
- Поддержка больших файлов (8 Эксабайт)
- Размер блоков меньше размера страницы (напр., 1 кб или 2 кб)
- Online resizing (начиная с Linux-3.x и nilfs-utils 2.1)